# Hywel ap Rhodri Molwynog
Hywel ap Rhodri Molwynog (fl. IX secolo) è stato sovrano del Gwynedd dall'814 all'825.
Secondo alcune genealogie, sarebbe stato figlio di Caradog, secondo altre, invece, di Rhodri Mawr. Se si crede alla prima ipotesi egli sarebbe stato cugino di Cynan, in base alla seconda, invece, sarebbe stato fratello di quest'ultimo. Hywel regnò sul Gwynedd fino alla morte, nell'825.
Quando Hywel morì, la linea diretta di discendenza maschile di Cunedda terminò. Sul trono salì Merfyn Frych ap Gwriad, principe di un ramo cadetto del Manaw Gododdin e quindi  il sangue di Cunedda passò in un nuovo lignaggio attraverso lui e la figlia di Cynan.